# Seča Reka
Seča Reka (cyr. Сеча Река) – wieś w Serbii, w okręgu zlatiborskim, w gminie Kosjerić. W 2011 roku liczyła 726 mieszkańców.